# Joel Eriksson (geograf)
Joel Vilhelm Eriksson, född den 16 november 1883 i Enköping, död den 2 juli 1930 i Järna församling, Kopparbergs län, var en svensk geograf.
Eriksson blev filosofie doktor i Uppsala 1920 och förste statshydrograf samma år. Eriksson var mångsidigt kunnig, något som hans skrifter i olika geografiska, hydrografiska och andra ämnen vittnar om. Bland dessa märks särskilt Om kartprojektioner (1916, 2:a upplagan 1925), Montezumas Mexiko (1919), Isläggning och islossning i Sveriges insjöar (1920).